# Narodowa Galeria Armenii
Narodowa Galeria Armenii (orm. Հայաստանի ազգային պատկերասրահ) – muzeum w Erywaniu, najważniejsza tego typu placówka w Armenii, w czasach ZSRR trzecia co do wielkości kolekcja malarstwa europejskiego. Muzeum znajduje się w gmachu, w którym mieści się także Muzeum Historii Armenii. Budynek leży po wschodniej stronie Placu Republiki.

## Kolekcja
W muzeum wystawione są prace m.in. Donatella, Tintoretta, Fragonarda, Courbeta, Théodore’a Rousseau, Rodina, Rubensa i Antoona van Dycka, jak również rosyjskich i armeńskich malarzy i rzeźbiarzy - Martirosa Sariana, Jerwanda Koczara czy Sedraka Arrakeliana.

## Galeria

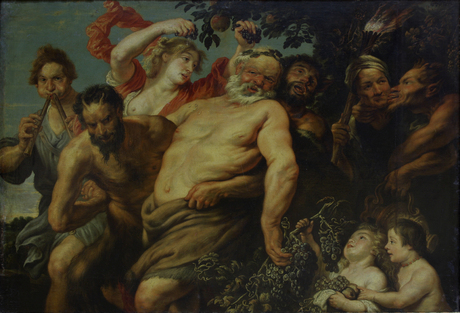
Marsz Sylena. Peter Paul Rubens.
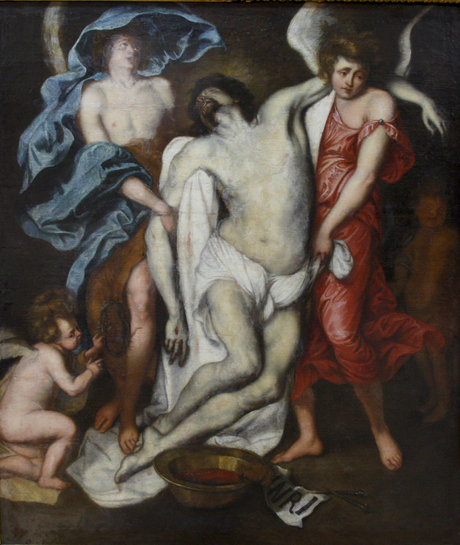
Zdjęcie z krzyża. Antoon van Dyck.
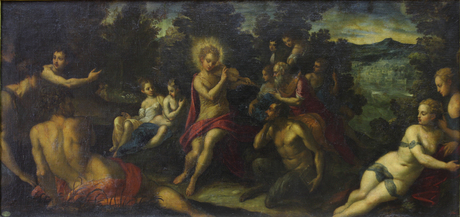
Apollo i Mars. Tintoretto.